# Antônio Felippe da Cunha
Dom Antônio Felippe da Cunha, SDN (Caratinga, 1º de maio de 1933 — Belo Horizonte, 5 de março de 1995) foi um sacerdote católico brasileiro, bispo da Diocese de Guanhães de 1986 a 1995, quando renunciou por motivo de saúde e veio a falecer.